# 尚书仆射
尚书仆射，尚书省的副官，分为尚书左仆射、尚书右仆射。尚书令为虚职后，尚书仆射成为尚书省的长官，唐朝初年和北宋后期成为名副其实的首席宰相。

## 历史演变
尚书仆射为在秦汉时为少府属官，帮助尚书令管理少府档案和文书，是很低階的官员。后来，尚书开始管理机密，尚书仆射也日益重要。东汉时，尚书仆射一人，领六百石。
三国时开始分为尚书左仆射、尚书右仆射。 南北朝时，尚书令空缺时，尚书仆射开始执掌朝政。西魏末年和北周因实行独特的六官制度，故无尚书仆射一职。其对应尚书仆射的职位，中国学界有多种说法，一说天官大冢宰，一说司会:85。
隋朝高熲、苏威、杨素担任尚书仆射，尚书令长期空缺。唐朝时，由于唐太宗曾任尚书令，尚书令不轻易授，而以尚书仆射为长官。武周時，改稱文昌左相、文昌右相。唐中宗以后不加同中书门下三品、同中书门下平章事名目的尚书仆射，不再是宰相，而是虚职。宋神宗元丰改制，以左仆射兼门下侍郎，右仆射兼中书侍郎为宰相。南宋，改左右。元代废除尚书省，只设中书省，尚书仆射也被废除，中书丞相承担了尚书仆射的职务。

## 历代尚书仆射
魏国（東漢）
凉茂
毛玠
何夔
李义
陈群
曹魏
陈群
邢颙
司马懿
杜畿
王思
徐宣
卫臻
司马孚
卢毓
李丰
傅嘏
陈泰
王观
荀顗
裴秀
羊瑾
蜀汉
李福
姚伷
董厥
诸葛瞻
张绍
东吴
唐固
薛综
是仪
屈晃
兩晋
武陔
贾充
羊祜
司马伷
李熹
王业
司马珪
李胤
卢钦
山涛
魏舒
刘毅
司马晃
司马泰
王浑
胡奋
朱整
荀恺
司马繇
王戎
司马越
何劭
裴頠
崔随
乐广
羊玄之
荀藩
王衍
高光
傅祗
和郁
郑球
山简
刘暾
曹馥
索綝
刁协
荀崧
周顗
王邃
纪瞻
陆晔
邓攸
戴邈
王舒
陆玩
孔愉
王彬
褚翜
诸葛恢
顾和
顾众
谢尚
周闵
王彪之
江虨
谢安
王劭
王蕴
谢石
陆纳
司马恬
王恂
谢琰
王国宝
王雅
何澄
王愉
孔安国
孟昶
刘柳
谢混
孔靖
刘穆之
谢裕
袁湛
徐羡之
汉赵
刘殷
马景
范隆
朱纪
呼延晏
王鉴
后赵
程遐
郭遨
夔安
郭殷
韩晞
张离
冉魏
刘群
张良
刘琦
张
郎肃
前燕
皇甫真
张悕
悦绾
可足浑翼
后燕
慕容楷
慕容麟
慕容温
余蔚
慕容绍
慕容隆
慕容根
张通
卫伦
慕容熙
王腾
韦璆
慕容渊
南燕
慕舆拔
慕舆护
丁通
封孚
封嵩
段宏
韓𧨳
慕容凝
段晖
张华
成汉
杨褒
李载
罗演
蔡兴
任颜
李嶷
前秦
梁楞
王堕
鱼遵
梁安
段纯
赵韶
董荣
李威
梁平老
苻融
王猛
权翼
张天锡
苻冲
杨辅
王孚
苻崇
后秦
姚晃
尹纬
狄伯支
齐难
梁喜
韦华
西秦
边芮
秘宜
乞伏元基
出连虔
翟绍
王松寿
夏
叱以鞬
乙斗
问至
北燕
冯弘
张兴
冯丕
后凉
王详
段业
沮渠罗仇
杨桓
姜纪
南凉
赵晁
劉宋
徐羡之
傅亮
王敬弘
郑鲜之
江夷
刘义庆
殷景仁
王球
孟顗
何尚之
徐湛之
王僧达
刘恢
褚湛之
刘延孙
刘宏
刘秀之
刘遵考
王僧朗
颜师伯
王景文
蔡兴宗
袁粲
褚渊
刘秉
刘勔
萧道成
王僧虔
王延之
柳世隆
萧赜
南齐
王俭
王奂
王延之
李安民
柳世隆
萧鸾
王晏
徐孝嗣
萧锵
沈文季
江祏
萧坦之
萧惠休
王亮
王莹
萧衍
蕭梁
沈约
范云
王莹
柳惔
王志
袁昂
夏侯详
王茂
张稷
张充
王暕
王份
徐勉
何敬容
谢举
萧渊藻
张缵
柳仲礼
王克
张绾
王褒
王冲
王通
南陈
王通
到仲举
袁枢
沈钦
王劢
徐陵
沈君理
周弘正
王玚
陆缮
王克
陈伯恭
袁宪
陈伯智
江总
谢伷
北魏
拓跋遵
安原
屈垣
李盖
屈道赐
兰延
韩茂
刘尼
拓跋目辰
和其奴
慕容白曜
陈建
赵黑
张祐
拓跋忠
穆亮
楼毅
陆睿
元羽
元赞
元澄
李冲
穆太
元详
元嘉
源怀
高肇
元怿
元英
元珍
元诠
郭祚
元晖
李平
于忠
李崇
游肇
皇甫度
崔亮
元钦
萧宝寅
元彧
元延明
元徽
元丽
元顺
长孙稚
元谌
元罗
元顼
尔朱世隆
元诲
魏兰根
孙腾
元宝炬
樊子鹄
辛雄
任祥
贾显度
西魏
万俟洛
元仲景
元孚
元季海
梁御
赵善
周惠达
元纪
长孙俭
申徽
于谨
尉迟迥
杨宽
李远
柳庆
韦孝宽
贺兰祥
豆卢宁
东魏
高隆之
司马子如
封隆之
高洋
元旭
慕容绍宗
元斌
高岳
薛琡
北齐
薛琡
高淹
段韶
元韶
杨愔
高涣
崔暹
高归彦
高湜
高叡
高德政
高孝琬
崔昂
燕子献
刘洪徽
斛律光
高湝
高润
魏收
赵彦深
高普
尉瑾
元文遥
娄定远
徐之才
胡长仁
和士开
唐邕
冯子琮
皮景和
祖珽
许惇
高元海
高宝德
穆提婆
段孝言
高劢
阳休之
韩晋明
鲜于世荣
隋代
- 高颎（581－599）
- 赵煚（581）
- 趙芬（583－584）
- 虞庆则（584－589）
- 杨素（592－606）
- 苏威（589－592、601－607）
- 宇文智及（618）
- 裴矩（618）
- 王世充（618）

唐朝
- 裴寂（618－629）
- 萧瑀（623－626、627）
- 封德彝（626－627）
- 长孙无忌（627－628）
- 房玄龄（629－643、643－648）
- 杜如晦（629）
- 李靖（630－634）
- 温彦博（636－637）
- 高士廉（638－643）
- 李世勣（649－650）
- 张行成（651－653）
- 于志宁（651－659）
- 褚遂良（653－655）
- 刘仁轨（675－681、683－685）
- 戴至德（675－679）
- 苏良嗣（686－690）
- 韦待价（686－689）
- 武承嗣（690－692）
- 岑长倩（690－691）
- 豆卢钦望（697－698、699－700、705－706）
- 王及善（699）
- 唐休璟（705－706）
- 魏元忠（706－707）
- 李成器（710）

之後单任尚书仆射不再為宰相。
- 韦巨源（709－710）
- 杨再思（709）
- 苏瓌（709－710）
- 韦安石（711－712）
- 窦怀贞（712－713）
- 刘幽求（712－713）
- 源乾曜（725－729）
- 张说（725－727,729－730）
- 宋璟（729－733）
- 萧嵩（733－736）
- 张九龄（736－737）
- 裴耀卿（736－743）
- 李林甫（742－752）
- 安禄山（754－755）
- 哥舒翰（756）
- 韦见素（757）
- 郭子仪（757－758）
- 裴冕（757－762,764－769）
- 郭英乂（763－765）
- 崔圆（766－768）
- 田神功（767－774）
- 裴遵庆（769－775）
- 马璘（774－776）
- 李忠臣（775－776）
- 刘晏（777－780）
- 侯希逸（777－781）
- 杨炎（781）
- 崔宁（781－783）
- 李揆（783－784）
- 张延赏（785－787）
- 李叔明（786）
- 贾耽（793－805）
- 姚南仲（800－803）
- 伊慎（805－807）
- 李錡（807）
- 王锷（808）
- 裴均（808）
- 严绶（809－811）
- 郑余庆（818）
- 萧俛（821）
- 韩皋（821－824）
- 李夷简（822）
- 裴度（822－823）
- 李逢吉（824－826，834）
- 李绛（825）
- 窦易直（826－828,830－831）
- 王播（827－830）
- 王涯（830－834）
- 李程（832－833，836－837，840－841）
- 令狐楚（835－836）
- 郑覃（835－841）
- 牛僧孺（838－839）
- 李固言（841－842，847）
- 李德裕（841－842）
- 陈夷行（842－843）
- 崔珙（842－843）
- 李绅（843－844）
- 王起（843－844）
- 杜悰（844－846，860－862）
- 李让夷（844－846）
- 白敏中（849－851）
- 崔铉（851－855）
- 卢钧（855－856）
- 令狐綯（856－859）
- 夏侯孜（862－864）
- 封敖（862）
- 杨收（865－866）
- 杜审权（869－870）
- 曹确（870）
- 路岩（870－871）
- 于琮（870－872，879－880）
- 王铎（872，875－877）
- 韦保衡（872）
- 萧邺（873）
- 蕭倣（873－874）
- 刘邺（873－874，879－880）
- 崔彦昭（876－877）
- 赵隐（881）
- 萧遘（882－884）
- 王徽（883－884，889－890）
- 韦昭度（884－885，892）
- 裴璩（884）
- 裴澈（884－886）
- 杜让能（888－889）
- 孔纬（888）
- 卢渥（889）
- 张濬（890－891，897）
- 刘崇望（891－892）
- 崔昭纬（893－895）
- 郑延昌（894）
- 徐彦若（895）
- 王摶（898－899）
- 崔胤（900－901）
- 裴贽（903－905）
- 赵崇（903）
- 裴枢（904－905）
- 崔远（905）

后梁
杨涉
赵光逢
后唐
郑珏
王建立
李愚
刘昫
后晋
刘昫
和凝
后汉
苏逢吉
苏禹珪
杨邠
后周
王峻
前蜀
庾传素
张格
后蜀
赵季良
张业
张继昭
毋昭裔
南吴南唐
徐知诰
严可求
宋齐丘
王令谋
徐景迁
张延翰
李建勋
张居咏
冯延己
孙晟
严续
游简言
汤悦
楚
拓跋恒
闽
李敏
王继鹏
王延羲
李仁遇
杨思恭
南汉
王翷
萧㴶
北汉
赵华
郭无为
马峰
北宋前期
王溥
魏仁浦
赵普
薛居正
沈伦
石熙载
李昉
吕蒙正
宋琪
吕端
向敏中
张齐贤
李沆
王旦
陈尧叟
王钦若
寇准
丁谓
冯拯
曹利用
彭儒猛
张耆
张士逊
王曾
吕夷简
贾昌朝
王贻永
陈执中
韩琦
曾公亮
富弼
王安石
赵宗旦
宋朝元丰改制后
- 王珪1082-1085
- 蔡确1082-1086
- 韩缜1085-1086
- 司马光1086
- 吕公著1086-1088
- 吕大防1088-1094
- 范纯仁1088-1089，1093-1094
- 刘挚1091
- 苏颂1092-1093
- 章惇1094-1100
- 韩忠彦1100-1102
- 曾布1100-1102
- 蔡京1102-1109
- 赵挺之1105-1107
- 何执中1109-1112
- 张商英1110-1111

其间改为太宰、少宰
- 何栗1126-1127
- 张邦昌1127
- 李纲1127
- 黄潜善1127-1129
- 汪伯彦1128-1129
- 朱胜非1129，1132-1134
- 吕颐浩1129-1130，1131-1133
- 杜充1129-1130
- 范宗尹1130-1131
- 赵鼎1134-1136，1137-1138
- 张浚1135-1137，1163-1164
- 秦桧1131-1132，1138-1155
- 万俟卨1156
- 沈该1156-1159
- 汤思退1157-1160，1163-1164
- 陈康伯1159-1163，1164-1165
- 朱倬1161-1162
- 史浩1163，1178
- 洪适1165-1166
- 魏杞1166-1167
- 叶颙1166-1167
- 蒋芾1168
- 陈俊卿1168-1170
- 虞允文1169-1171

之后改为左右丞相
辽
韩知古
韩延徽
萧酷古只
高正
张砺
耶律何魯掃古
耶律陈家奴
金
刘彦宗
高桢
韩企先